# 3417-es busz
A 3417-es jelzésű regionális autóbuszvonal Eger, Noszvaj és Bükkzsérc között húzódik, amelyet a MÁV Személyszállítási Zrt. üzemeltet.

## Útvonala
Az autóbuszvonal Heves vármegye megyeszékhelyét és egyik községét, Egert és Bükkzsércet köti össze, útvonalára fűzve Noszvaj, Bogács és Cserépfalu településeket.
A járatok legtöbbje minden állomáson és megállóhelyen megáll, azonban indulnak gyorsjáratok is Eger és Bükkzsérc között. Egeren belül Maklárihóstyán és a Vécsey-völgyön mennek keresztül, majd közúton haladnak Noszvajra át a Nagy-Eged-dűlőn. Noszvajon belül Bogácsra közlekednek az autóbuszok (legtöbbjük a Mezőkövesd felé eső egységébe is kitér), ahonnan a járatok Cserépfalura jutnak el, végül a Bükk déli felén fekvő Bükkzsércre.
Ellentétes irányban kettő alkalommal is az érkező állomás nem a Barkóczy utcai buszpályaudvar, hanem a Törvényszék megállóhely.

## Közlekedése

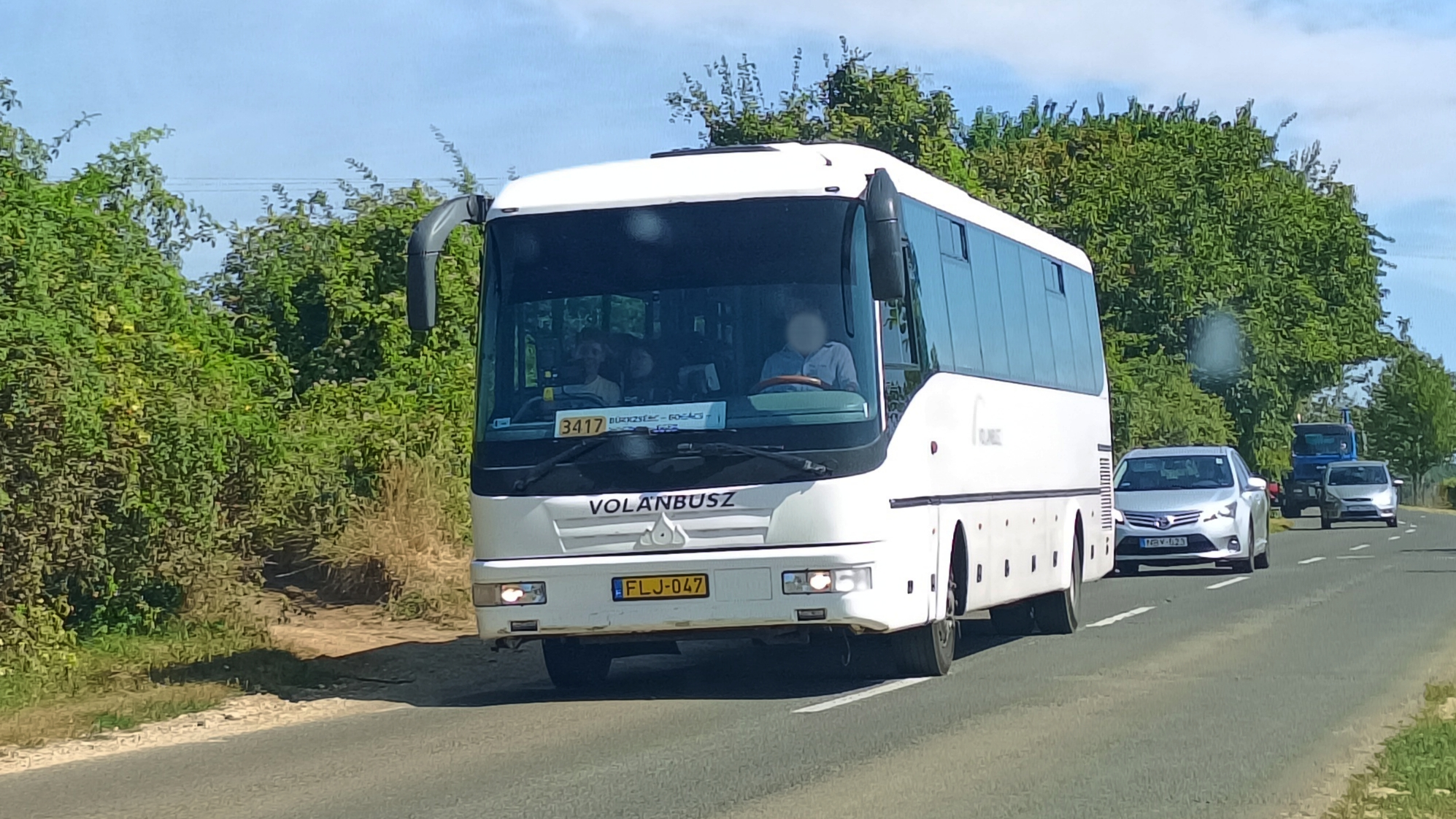
A Nagy-Egyed dűlőn a Credo IC 12

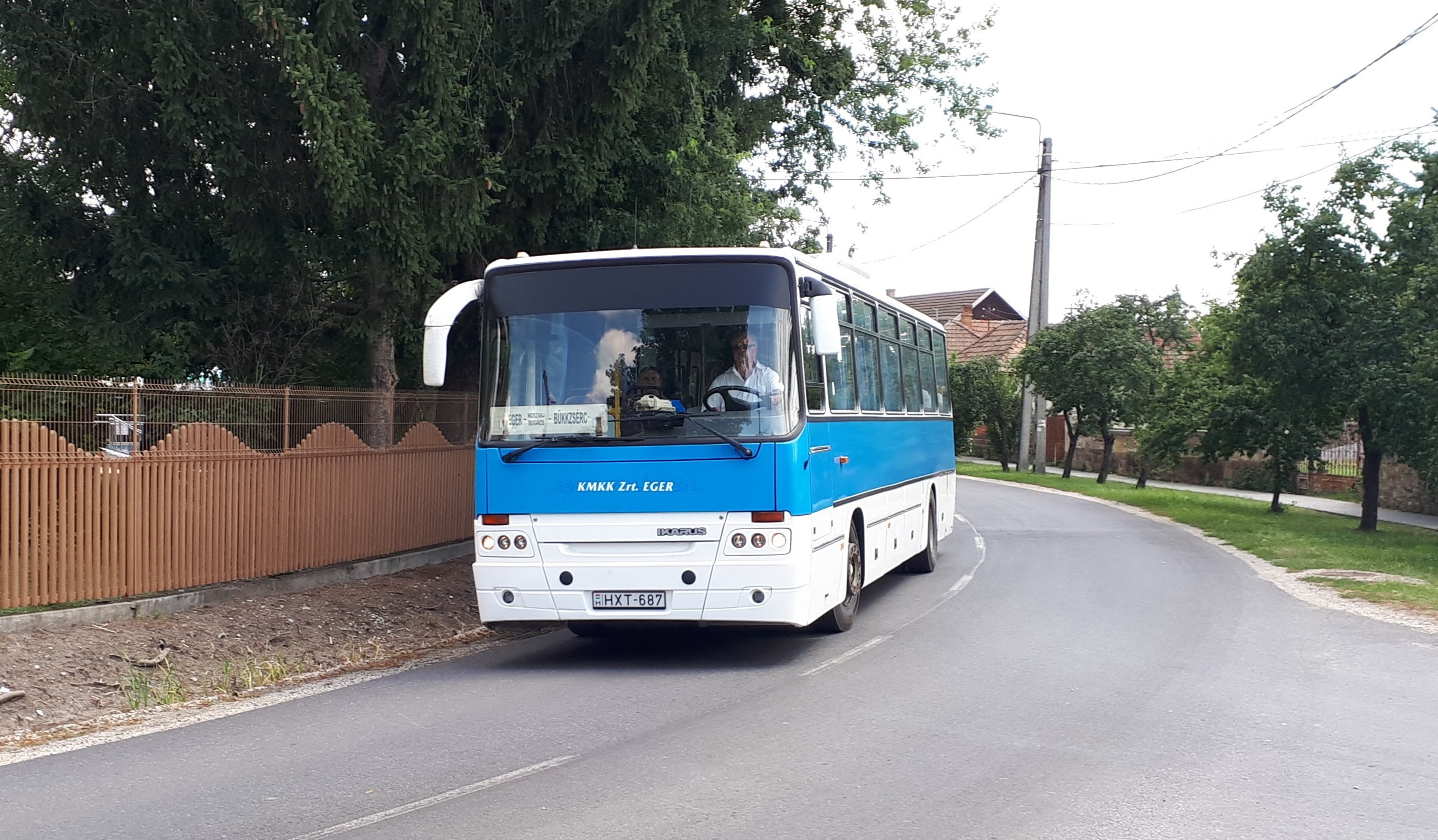
Régebben sűrűbbek voltak a Classic Ikarusok

Az autóbuszjáratok a hét minden napján közlekednek, nagy sűrűséggel, jellemzően óránkénti ütemezettséggel. Bogácsra és Cserépfalura többletjáratok is indulnak iskolai reggeleken és délutánokon.
Eger és Noszvaj között a 3415-ös buszok útján közlekedik, teljes szakaszon a 3407-es buszokkal is.
| Viszonylat                                     | Indításszám       | Közlekedési rend          |
| ---------------------------------------------- | ----------------- | ------------------------- |
| Eger, Törvényház ⭠ Bogács, alsó                | 1 vissza          | munkanaponta              |
| Eger, Törvényház ⭠ Cserépfalu, Kossuth út 192. | 1 vissza          | tanítási naponta          |
| Eger, aut. áll. – Bogács, alsó                 | 3 oda, 2 vissza   | tanítási naponta          |
| Eger, aut. áll. – Bogács, alsó                 | 2 oda, 1 vissza   | tanszünetben munkanaponta |
| Eger, aut. áll. ➝ Cserépfalu, Kossuth út 192.  | 1 oda             | tanítási naponta          |
| Eger, aut. áll. – Bükkzsérc, aut. ford.        | 13 oda, 12 vissza | tanítási naponta          |
| Eger, aut. áll. – Bükkzsérc, aut. ford.        | 12 oda, 11 vissza | tanszünetben munkanaponta |
| Eger, aut. áll. – Bükkzsérc, aut. ford.        | 7 pár             | szabadnaponta             |
| Eger, aut. áll. – Bükkzsérc, aut. ford.        | 5 pár             | munkaszüneti naponta      |
| Bogács, alsó ➝ Bükkzsérc, aut. ford.           | 1 oda             | munkanaponta              |

### Járművek
Az autóbuszvonalon szóló autóbuszok közlekednek, rendre Credo Econell 12 járművek ingáznak. Ellenben nem ritka a régebbi Credo és Ikarus darabok megjelenése sem.

## Megállóhelyei
| Tanítási naponta 2; tanszünetben munkanaponta 1 járat által érintett az Autóbusz-állomás helyett.                  |                                                  |         | |
| ∫ | Eger, Törvényszék végállomás                     | ∫       | 7, 7A, 17 3407 |
| 0 | Eger, autóbusz-állomás vonalközi végállomás      | 0.0 km  | 2, 2A, 4, 5, 5A, 6, 7, 7A, 11, 12, 14, 14E, 16, 17, 112, 914 1049, 1050, 1051, 1053, 1054, 1343, 1344, 1346, 1347, 1348, 1349, 1351, 1352, 1362, 1380, 1383, 1426, 1427, 1428, 1447, 1466, 1468, 1517 3400, 3402, 3403, 3405, 3406, 3407, 3408, 3409, 3410, 3411, 3412, 3414, 3415, 3416, 3418, 3419, 3420, 3423, 3424, 3426, 3430, 3431, 3432, 3433, 3434, 3435, 3440, 3441, 3442, 3443, 3444, 3445, 3446, 3448, 3450, 3455, 3456, 3457, 3458, 3462, 3469, 3470, 3471, 3472, 3473, 3474, 3476, 3479, 3480, 3481, 3482, 3483, 3484, 3488, 3604, 3660, 3667, 4012, 4014, 4015, 4157 |
| 1 | Eger, Egyetem                                    | 0.6 km  | 4, 5, 5A, 6, 16, 914 3405, 3406, 3407, 3415, 3416, 3418, 4012 |
| 2 | Eger, uszoda (↓) Eger, Szarvas tér (↑)           | 1.2 km  | 4, 5, 5A, 6, 16, 914 3405, 3406, 3407, 3415, 3416, 3418, 4012 |
| 3 | Eger, Gárdonyi ház                               | 2.2 km  | 3A 3407, 3415, 3416, 3418, 4012 |
| 4 | Eger, Egervár vasúti megállóhely                 | 2.5 km  | 3A, 7, 7A, 17 3407, 3415, 3416, 3418, 4012 személyvonat – Egervár (87) |
| 5 | Eger, Vécsey-völgy                               | 3.5 km  | 3A, 7, 7A, 17 3407, 3415, 3416, 3418, 4012 |
| 6 | Eger, Lovastanya                                 | 4.6 km  | 3407, 3415, 3416, 3418, 4012 |
| 7 | Eger, Csomóstanya                                | 5.4 km  | 3407, 3415, 3416, 3418 |
| 8 | Eger, Nagy-Eged dűlő                             | 6.6 km  | 3407, 3415, 3416, 3418 |
| 9 | Szőlőcskei elágazás                              | 7.8 km  | 3407, 3415, 3416, 3418 |
| 10 | Szőlőcskei rakodó                                | 8.7 km  | 3407, 3415, 3416, 3418 |
| 11 | Noszvaj, várhegyi elágazás                       | 10.4 km | 3407, 3415, 3416, 3418 |
| 12 | Noszvaj, síkfőkúti elágazás                      | 11.2 km | 3407, 3415, 3416, 3418, 4012 |
| 13 | Noszvaj, Kossuth út 83.                          | 12.2 km | 3407, 3415, 3416, 3418, 4012 |
| 14 | Noszvaj, faluközpont                             | 12.7 km | 3407, 3415, 3416, 3418, 4012 |
| 15 | Noszvaj, Deák Ferenc út 77.                      | 13.5 km | 3407, 3416, 4012 |
| 16 | Bogács, gyógyfürdő                               | 18.1 km | 3407, 3416, 3746, 4012 |
| Tanítási naponta 28; tanszünetben munkanaponta 26; szabadnaponta 13; munkaszüneti naponta 10 járat által érintett. |                                                  |         | |
| ∫ | Bogács, autóbusz-váróterem                       | ∫       | 3407, 3416, 3746, 4012, 4023 |
| ∫ | Bogács, alsó vonalközi végállomás                | ∫       | 3407, 3416, 3746, 4012, 4023 |
| ∫ | Bogács, autóbusz-váróterem                       | ∫       | 3407, 3416, 3746, 4012, 4023 |
| 17 | Bogács, felső                                    | 18.8 km | 3407, 4023 |
| 18 | Cserépfalu, tiszti lakás                         | 21.8 km | 3407, 4023 |
| 19 | Cserépfalu, Kossuth út 44.                       | 22.2 km | 3407, 4023 |
| 20 | Cserépfalu, autóbusz-váróterem                   | 22.9 km | 3407, 4023 |
| 21 | Cserépfalu, Kossuth út 192. vonalközi végállomás | 23.4 km | 3407, 4023 |
| 22 | Hórvölgyi útelágazás                             | 24.3 km | 3407, 4023 |
| 23 | Bükkzsérc, József Attila út 1.                   | 26.1 km | 3407, 4023 |
| 24 | Bükkzsérc, kultúrház                             | 26.9 km | 3407, 4023 |
| 25 | Bükkzsérc, autóbusz-forduló végállomás           | 27.5 km | 3407, 4023 |